# The harmony tour
The harmony tour fue una gira musical de la banda estadounidense Never Shout Never, realizada para promocionar su segundo álbum de estudio Harmony (2010). La gira comenzó el 19 de octubre de 2010 en Seattle y terminó el 27 de noviembre de 2010 en Chicago.

## Teloneros
- The Maine
- I Can Make A Mess Like Nobody's Business
- Carter Hulsey

## Fechas de la gira
| Norteamérica            |                 |                |                                  |
| 19 de octubre de 2010   | Seattle         | Estados Unidos | The Showbox @ The Market         |
| 22 de octubre de 2010   | San Francisco   | Estados Unidos | The Grand Ballroom @ The Regency |
| 23 de octubre de 2010   | Anaheim         | Estados Unidos | House of Blues                   |
| 24 de octubre de 2010   | San Diego       | Estados Unidos | House of Blues                   |
| 26 de octubre de 2010   | Los Ángeles     | Estados Unidos | The Wiltern                      |
| 28 de octubre de 2010   | Tempe           | Estados Unidos | Marquee Theatre                  |
| 30 de octubre de 2010   | Austin          | Estados Unidos | La Zona Rosa                     |
| 31 de octubre de 2010   | Tulsa           | Estados Unidos | Cain's Ballroom                  |
| 2 de noviembre de 2010  | Houston         | Estados Unidos | House of Blues                   |
| 3 de noviembre de 2010  | Dallas          | Estados Unidos | House of Blues                   |
| 5 de noviembre de 2010  | Orlando         | Estados Unidos | House of Blues Orlando           |
| 6 de noviembre de 2010  | Tampa           | Estados Unidos | The Ritz                         |
| 7 de noviembre de 2010  | Fort Lauderdale | Estados Unidos | FL Revolution                    |
| 9 de noviembre de 2010  | Atlanta         | Estados Unidos | Center Stage                     |
| 10 de noviembre de 2010 | Raleigh         | Estados Unidos | Lincoln Theatre                  |
| 11 de noviembre de 2010 | Richmond        | Estados Unidos | The National                     |
| 12 de noviembre de 2010 | Baltimore       | Estados Unidos | Rams Head Live                   |
| 13 de noviembre de 2010 | Filadelfia      | Estados Unidos | Theatre of the Living Arts       |
| 14 de noviembre de 2010 | Filadelfia      | Estados Unidos | Theatre of the Living Arts       |
| 16 de noviembre de 2010 | Hartford        | Estados Unidos | Webster Theatre                  |
| 17 de noviembre de 2010 | Boston          | Estados Unidos | House of Blues                   |
| 18 de noviembre de 2010 | Nueva York      | Estados Unidos | Nokia Theatre Times Square       |
| 19 de noviembre de 2010 | Asbury Park     | Estados Unidos | Paramount Theatre                |
| 20 de noviembre de 2010 | Allentown       | Estados Unidos | Crocodile Rock Café              |
| 21 de noviembre de 2010 | Pittsburgh      | Estados Unidos | Club Zoo                         |
| 23 de noviembre de 2010 | Cleveland       | Estados Unidos | House of Blues Cleveland         |
| 24 de noviembre de 2010 | Pontiac         | Estados Unidos | Clutch Cargo's                   |
| 26 de noviembre de 2010 | Milwaukee       | Estados Unidos | The Rave                         |
| 27 de noviembre de 2010 | Chicago         | Estados Unidos | House of Blues                   |